# Juramento Nightingale

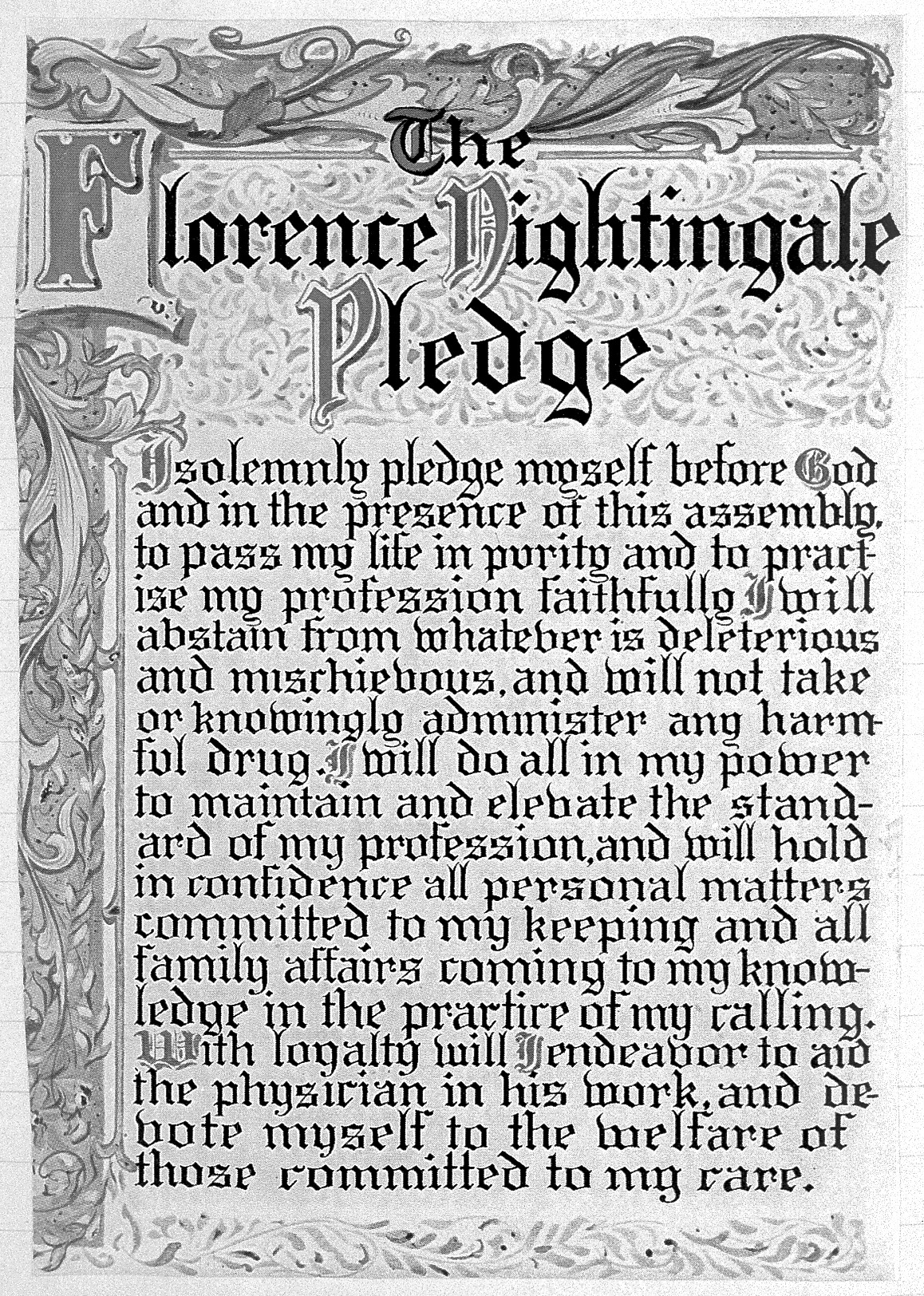
El juramento Nightingale

El Juramento para enfermeras de Florence Nightingale (Florence Nightingale Pledge) es un juramento tradicional que es efectuado por los nuevos enfermeros. Fue creado por un comité dirigido por Lystra Gretter, una profesora de enfermería en el antiguo Harper Hospital en Detroit, Míchigan, y fue usado por primera vez en su clase graduada en la primavera de 1893. Actualmente, un buen número de universidades han modificado o adoptado el juramento de manera conjunta.

## Texto del juramento
«Juro solemnemente ante Dios y en presencia de esta asamblea llevar una vida digna y ejercer mi profesión honradamente.
Me abstendré de todo cuanto sea nocivo o dañino, y no tomaré ni suministraré cualquier sustancia o producto que sea perjudicial para la salud.
Haré todo lo que esté a mi alcance para elevar el nivel de la enfermería y consideraré como confidencial toda información que me sea revelada en el ejercicio de mi profesión, así como todos los asuntos familiares en mis pacientes.
Dedicaré mi vida al bienestar de las personas confiadas a mi cuidado.»